# Saša Glavaš
Saša Glavaš (Banja Luka, 6 aprile 1972) è un allenatore di calcio ed ex calciatore croato, di ruolo centrocampista.

## Carriera

### Allenatore
A giugno 2020 prende le redini del Croatia Zmijavci militante in 2.HNL. Nel settembre seguente lascia la panchina del club di Zmijavci. Nel gennaio 2021, dopo tre mesi alla guida del Hrvace, prende la direzione del settore giovanile del Damac di Krešimir Režić.

## Palmarès

### Giocatore
- Coppa di Croazia: 1

Hajduk Spalato: 1992-1993